# Св. св. Петър и Павел (Таймище)
Вижте пояснителната страница за други значения на Свети апостоли Петър и Павел.
„Св. св. апостоли Петър и Павел“ (на македонска литературна норма: „Св. св. апостоли Петар и Павле“) е възрожденска църква в кичевското село Таймище, Северна Македония. Църквата е част от Кичевското архиерейско наместничество на Дебърско-Кичевската епархия на Македонската православна църква – Охридска архиепископия. Изградена е в 1861 година. В 1921 година цялостно изгаря в пожар и е обновена и преосветена в 1928 година. Иконостасът и фреските са дело на Данаил Несторов от Галичник, изработени в 1928 година.